# Henrik Harlaut
Henrik Eugéne Harlaut (Sollentuna, 14 agosto 1991) è uno sciatore freestyle svedese specialista dello slopestyle e del big air.

## Biografia
Henrik Harlaut ha disputato la sua prima gara di Coppa del Mondo a Ushuaia, in Argentina, il 7 settembre 2012. Ha poi preso parte ai campionati mondiali di Voss 2013 e alle Olimpiadi di Soči 2014 giungendo sesto nella finale olimpica dello slopestyle.
Nel settembre 2016 ha ottenuto a El Colorado, in Cile, la prima vittoria in Coppa del Mondo gareggiando nel big air. Ha mancato il podio ai campionati mondiali di Sierra Nevada 2017 giungendo al quarto posto nello slopestyle, ma durante la stessa stagione si è rifatto vincendo la Coppa del Mondo di big air. In occasione dei Giochi di Pyeongchang 2018 ha disputato le sue seconde Olimpiadi, non riuscendo a superare le qualificazioni dello slopestyle col 17º posto.
Al debutto del  Big Air ai campionati mondiali di Park City 2019, Henrik Harlaut ha ottenuto il secondo posto dietro lo svizzero Fabian Bösch e davanti al canadese Alex Beaulieu-Marchand. Tra il 2013 e il 2021 ha vinto 8 ori ai Winter X Games, principalmente nella specialità del big air.
Nel big air dei Giochi Olimpici di Pechino 2022 ha vinto la medaglia di bronzo, dietro al norvegese Birk Ruud e allo statunitense Colby Stevenson.

## Palmarès

### Giochi olimpici
- 1 medaglia:
  - 1 bronzo (big air a Pechino 2022)

### Mondiali
- 1 medaglia:
  - 1 argento (big air a Park City 2019)

### Winter X Games
- 13 medaglie:
  - 8 ori (big air ad Aspen 2013; big air ad Aspen 2014; big air a Oslo 2016; big air ad Hafjell 2017; slopestyle, big air ad Aspen 2018; big air ad Aspen 2020; knuckle huck ad Aspen 2021)
  - 5 argenti (slopestyle ad Aspen 2013; big air ad Aspen 2017; big air a Fornebu 2018; big air a Fornebu 2019; knuckle huck ad Aspen 2024)

### Coppa del Mondo
- Miglior piazzamento in classifica generale: 2º nel 2017
- Vincitore della Coppa del Mondo di big air nel 2017
- 7 podi:
  - 3 vittorie
  - 3 secondi posti
  - 1 terzo posto

#### Coppa del Mondo - vittorie
| Data             | Luogo             | Paese    | Disciplina |
| ---------------- | ----------------- | -------- | ---------- |
| 3 settembre 2016 | El Colorado       | Cile     | BA         |
| 2 dicembre 2016  | Mönchengladbach   | Germania | BA         |
| 23 novembre 2018 | Alpi dello Stubai | Austria  | SS         |

Legenda:

BA = Big air

SS = Slopestyle